# Motomu Kiyokawa
Motomu Kiyokawa (清川 元夢?, Kiyokawa Motomu; prefettura di Kanagawa, 9 aprile 1935 – 17 agosto 2022) è stato un attore e doppiatore giapponese.
Kiyokawa era conosciuto soprattutto per il lavoro svolto in The Big O e in Neon Genesis Evangelion, dove interpretava il personaggio di Kōzō Fuyutsuki.
È morto il 17 agosto 2022 all'età di 87 anni.

## Doppiaggio

### Serie animate
- BlazBlue: Alter Memory (Valkenhayn R. Hellsing)
- Hellsing (Walter C. Dornez)
- Le bizzarre avventure di JoJo: Stardust Crusaders (Roses)
- Master Keaton (Jonathan)
- Medaka Box (Hakama Shiranui)
- Michiko e Hatchin (Jair)
- Mobile Suit Gundam (Tem Ray)
- Mobile Fighter G Gundam (Dr. Mikamura)
- Neon Genesis Evangelion (Kōzō Fuyutsuki)
- Panty & Stocking with Garterbelt (Terao)
- Pokémon (Alfredo)
- Shakugan no Shana (Lamies)
- Tales of the Abyss (Teodoro)
- The Big O (Norman Burg)

### OAV
- Birdy the Mighty (Megius)
- Hellsing Ultimate (Walter C. Dornez)
- Vampire Hunter D (Dr. Ferringo)

### Film animati
- Evangelion: 1.0 You Are (Not) Alone (Kōzō Fuyutsuki)
- Evangelion: 2.0 You Can (Not) Advance (Kōzō Fuyutsuki)
- Evangelion: 3.0 You Can (Not) Redo (Kōzō Fuyutsuki)
- Evangelion: 3.0+1.0 Thrice Upon a Time (Kōzō Fuyutsuki)
- Neon Genesis Evangelion: Death & Rebirth (Kōzō Fuyutsuki)
- Neon Genesis Evangelion: The End of Evangelion (Kōzō Fuyutsuki)
- Vampire Hunter D: Bloodlust (John Elbourne)

### Videogiochi
- BlazBlue: Calamity Trigger (Valkenhayn R. Hellsing)
- BlazBlue: Continuum Shift (Valkenhayn R. Hellsing)
- BlazBlue: Chrono Phantasma (Valkenhayn R. Hellsing)
- BlazBlue: Central Fiction (Valkenhayn R. Hellsing)
- BlazBlue Alternative: Dark War (Valkenhayn R. Hellsing)
- Final Fantasy VII Remake (Sindaco Domino)
- Fire Emblem Heroes (Gotoh)
- Ghost in the Shell: Stand Alone Complex (Eichi Goto)
- Il professor Layton e il paese dei misteri (Bruno)
- Mighty No. 9 (Dr. Blackwell)
- Sly 2: La banda dei ladri (Arpeggio)
- Tail Concerto (Ciambellano, Capo poliziotto)